# Channeled Scablands

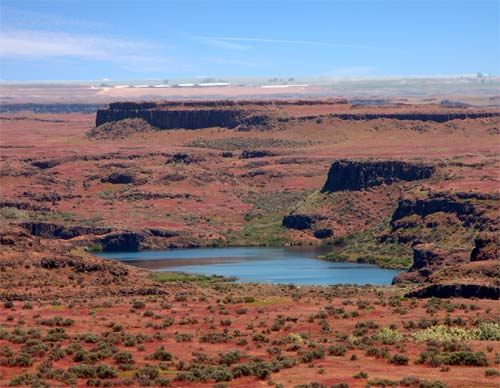
Drumheller Channels

Karte des Nordwestens der Vereinigten Staaten während des Pleistozäns rund 14.500 Radiokarbon-Jahre (~17.500 Kalenderjahre) vor unserer Zeit

Die Channeled Scablands (dt. etwa: „von Kanälen durchzogene Einöde“) sind eine einzigartige, durch Erosion geformte Landschaft im US-Bundesstaat Washington. Sie wurden durch die kataklysmischen Missoula-Fluten geschaffen, die während des Pleistozäns wiederholt über das östliche Washington und das Columbia River Plateau hinwegfegten. Der Geologe J Harlen Bretz schuf den Begriff der Scablands in einer Reihe von Veröffentlichungen während der 1920er Jahre. Die wissenschaftliche Debatte über den Ursprung der Scablands dauerte mehr als vier Jahrzehnte, sie war eine der großen Kontroversen in der Geschichte der Geowissenschaften.

## Geologie
Im Gegensatz zu den normalen Flusstälern mit V-Querschnitt und Gletschertälern mit U-Querschnitt besitzen die Täler der Channeled Scablands rechteckige Querschnitte. Sie breiten sich über eine große Fläche des östlichen Washingtons aus. Das Talnetz der Scablands besitzt einen Eingang im Nordosten und einen Ausgang im Südwesten, die einzelnen Abschnitte sind verzweigt und miteinander verflochten. An vielen Stellen sind ungewöhnliche große Kolke und Rippelmarken ausgebildet, die sehr viel größer als diejenigen sind, welche man in Flüssen häufig antrifft.
Der Untergrund der Scablands besteht in großen Teilen aus den harten und mächtigen Columbia-Plateaubasalten. Vor den Fluten war der Basalt von einer mehrere Meter mächtigen Schicht aus Löss bedeckt, die vollständig weggespült wurde. Die wiederholt auftretenden Fluten haben sich tief eingeschnitten und hohe Schichtstufen und Zeugenberge hinterlassen.

## Erforschungsgeschichte
Die ersten Untersuchungen durch Bretz in den 1920er Jahren konnten diese Strukturen nicht vollständig erklären. Aufgrund der geologischen Situation, die Bretz vorfand, schloss er auf kurze, aber ungeheure Wasserfluten, bei der bis zu 2000 km³ Wasser in kurzer Zeit geflossen sein mussten. Für die Herkunft der Wassermassen besaß Bretz keine Erklärung, mit dieser beschäftigte er sich auch nicht an erster Stelle. Er nahm zunächst an, dass es sich um Schmelzwässer von Gletschern der letzten Eiszeit in der Gegend von Spokane handelte, und nannte die Fluten „Spokane Floods“.
Die von Bretz präsentierte Theorie traf auf den erbitterten Widerstand anderer Geologen, die die Landschaft der Scablands mit uniformitaristischen Theorien erklären wollten.
1925 schlug J.T. Pardee seinem Kollegen Bretz als Erster vor, dass das plötzliche Ausfließen von Eisstauseen, etwa durch das Versagen eines Eisdamms, wie dies bei den isländischen Jökulhlaups geschieht, die benötigten Wassermengen erzeugen könnte. Pardee hatte schon 1910 die Existenz solcher Eisstauseen vermutet. Bretz ging nicht weiter auf diesen Vorschlag ein, da ihm die Herkunft des Wassers als nicht wichtig erschien, da man ja seine Auswirkungen im Gelände sehen konnte. Pardee verfolgte diese Idee jedoch über die nächsten 30 Jahre, sammelte weitere Indizien und Beweise für seine Theorie, und konnte schließlich den Zusammenhang zwischen dem vorzeitlichen Lake Missoula und den Flutereignissen bestätigen.
Die Theorie von Pardee und Bretz wurden erst nach Jahrzehnten mühevoller Forschungsarbeit und erbitterter wissenschaftlicher Debatte akzeptiert. Es bleibt anzumerken, dass die heftigsten Kritiker der Theorie die Scablands nie mit eigenen Augen gesehen hatten. 1979 empfing Bretz als Anerkennung für die Entwicklung eines der großen Konzepte der Erdwissenschaften die höchste Auszeichnung der Geological Society of America, die Penrose-Medaille.